# 卡尔达罗拉
卡尔达罗拉（義大利語：Caldarola），是意大利马切拉塔省的一个市镇。总面积29平方公里，人口1909人，人口密度65.8人/平方公里（2009年）。ISTAT代码为043006。